# Agianniotiko
Die Rotweinsorte Agianniotiko (griechisch Αγιαννιώτικο) ist innerhalb der Inselgruppe der Kykladen (Κυκλάδες) im Ägäischen Meer heimisch. Gemäß der Önologin Haroula Spinthiropoulou kommt die Sorte noch gut mit den stark vom Wind geprägten trockenen Klima von Mykonos zurecht.

## Ampelographische Sortenmerkmale
In der Ampelographie wird der Habitus folgendermaßen beschrieben:
- Die Triebspitze ist offen. Sie ist weiß-wollig behaart mit karminrotem Anflug. Die Jungblätter sind nur leicht wollig behaart und bronzefarben gefleckt (Anthocyanflecken).
- Die  Blätter sind fünflappig und kaum gebuchtet (siehe auch den Artikel Blattform). Die Stielbucht ist lyren-förmig geschlossen. Das Blatt ist stumpf gezahnt. Die Zähne haben im Vergleich der Rebsorten einen mittelweiten Abstand.
- Die Traube ist mittelgroß, geschultert und dichtbeerig. Die rundlichen Beeren sind ebenfalls mittelgroß und von schwarz-blauer Farbe. Die Beeren haben einen angenehmen jedoch neutralen Geschmack.

Die Rebsorte reift ca. 30 Tage nach dem Gutedel und gilt somit innerhalb der roten Rebsorten als spät reifend. Auf den Kykladen kann sie meist Mitte bis Ende September geerntet werden. Die Etymologie des Namens besagt die zu Johannes reifende: dabei bezieht sich diese Aussage vermutlich auf den Namenstag des Johannes Chrysostomos.

## Synonyme
Die Rebsorte Agianniotiko ist auch unter den Namen Aggianiotiko, Aghianniotico, Aghianniotoco, Agiannitiko und Ayianiotico bekannt.